# Cuprate
Cuprate refere-se geralmente a um material que pode ser visto como contendo complexos de cobre aniónicos. O termo cuprate deriva da palavra latina para cobre, cuprum. O termo é usado principalmente em três contextos: materiais de óxidos, complexos de coordenação aniónica e compostos de organocímeros aniónicos.  Os exemplos incluem tetraclorocuprato ([CuCl4]2−), o superconductor YBa2Cu3O7 e os organocuprados ([Cu(CH3)2]−)